# 基娅拉·贝卡里
基娅拉·贝卡里（義大利語：Chiara Beccari；2004年9月27日—），意大利女子足球运动员，司职前锋，目前效力于尤文图斯足球俱乐部和意大利国家女子足球队。她曾代表意大利参加2023年国际足联女子世界杯。